# Dương Văn Pho
Dương Văn Pho (sinh ngày 17 tháng 3 năm 1984) là một cầu thủ bóng đá Việt Nam hiện đang chơi ở vị trí Hậu vệ cho câu lạc bộ Hoàng Anh Gia Lai thuộc giải đấu V-League.